# 2-Sulfanylbernsteinsäure
2-Sulfanylbernsteinsäure ist eine chemische Verbindung aus der Gruppe der Bernsteinsäurederivate.

## Gewinnung und Darstellung
2-Sulfanylbernsteinsäure kann durch eine mehrstufige Reaktion gewonnen werden. Die Additionsreaktion von Maleinsäureanhydrid und Thioharnstoff liefert 2-Amidinothioalkylbernsteinsäureanhydrid. Dieses wird unter alkalischen Bedingungen einer Hydrolysereaktion unterzogen, um 2-Sulfanylbernsteinsäure zu erzeugen.
2-Sulfanylbernsteinsäure kann in racemischer Form durch Addition von Natriumhydrogensulfid an Maleinsäure oder Fumarsäure hergestellt werden. In Form reiner Enantiomere kann sie auch aus den Brombernsteinsäure-Enantiomeren und Kaliumsulfid gewonnen werden.

## Eigenschaften
2-Sulfanylbernsteinsäure ist ein weißer Feststoff mit Geruch nach faulen Eiern, der löslich in Wasser, Ethanol und Aceton ist. Die Oxidation mit Salpetersäure ergibt Sulfobernsteinsäure. Durch Radikaladditionen an Alkene bzw. in S-Alkylierungsreaktionen entstehen die entsprechenden Thioether.

## Verwendung
2-Sulfanylbernsteinsäure wird zur Herstellung von 2-Sulfanylbernsteinsäurediethylester durch Reaktion mit Ethanol verwendet. Sie wird auch als Aufheller bei der Metallbeschichtung verwendet. Außerdem dient sie als Zwischenprodukt für die Synthese von Korrosionsschutzmitteln, Bodenbegasungsmitteln, pharmazeutischen Wirkstoffen und Galvanisierungsmitteln. So ist das daraus hergestellte Gold(I)-thiolat unter dem Namen Natriumaurothiomalat ein Medikament gegen rheumatische Arthritis und Malathion ein Insektizid.
2-Sulfanylbernsteinsäure findet auch Verwendung in der Kautschuk- und Kunststoffindustrie, dient zur Polymermodifikation und wird als Bestandteil von Redox-Polymerisationsinitiatoren eingesetzt. In der Analytik ist sie ein Reagenz auf Molybdän (gelber Komplex) und zur komplexometrischen Titration von Schwermetallen. Sie ist ein Chelatbildner und ein Antidot bei Schwermetallvergiftungen. Sie ist weiterhin ein Bestandteil von Dauerwellenpräparaten und wird in photographischen Anwendungen eingesetzt.

## Externe Links zu erwähnten Verbindungen
1. ↑  Externe Identifikatoren von bzw. Datenbank-Links zu 2-Sulfanylbernsteinsäurediethylester:  CAS-Nr.: 23060-14-2, PubChem: 11458400, Wikidata: Q81986183.